# Karl (Familienname)
Karl ist ein deutscher Familienname.

## Herkunft und Bedeutung

Relative Häufigkeit des Familiennamens Karl in Deutschland

Karl wurde vom althochdeutschen karal abgeleitet und bedeutet ‚Mann‘, ‚Ehemann‘; auch ‚der Freie‘, ‚der Tüchtige‘. Der Nachname ist eine Ableitung des Vornamens Karl. Für Varianten siehe ebenda.

## Bekannte Namensträger

### A
- Aaron Karl (* 1990), österreichischer Schauspieler und Musiker
- Albin Karl (1889–1976), deutscher Politiker (SPD)
- Alexander Karl (1824–1909), österreichischer Benediktiner und Politiker
- Alois Karl (* 1950), deutscher Politiker (CSU)
- Andreas Karl (* 1963), deutscher Politiker (NPD)
- Annette Karl (* 1960), bayerische Politikerin (SPD)
- Anton Karl (1935–2015), österreichischer Politiker (ÖVP)

### B
- Beatrix Karl (* 1967), österreichische Rechtswissenschaftlerin und Politikerin (ÖVP)
- Benjamin Karl (* 1985), österreichischer Snowboarder
- Bernhard Karl (* 1966), deutscher Filmkurator und Festivalgründer
- Bettina Karl (* 1975), deutsche Juristin, Richterin am Bundessozialgericht

### C
- Christian Karl (* 1978), deutscher Politiker (CDU)
- Coby Karl (* 1983), US-amerikanischer Basketballspieler

### E
- Elfriede Karl (* 1933), österreichische Politikerin (SPÖ)
- Engelbert Karl (1841–1891), deutscher Schauspieler, Regisseur und Theaterdirektor
- Erich Karl (1924–2009), deutscher Geschäftsmann, Politiker und Sammler
- Ernst Karl (1945–2001), österreichischer Polizist und Mörder
- Eva Karl Faltermeier (* 1983), deutsche Kabarettistin, Autorin und Journalistin

### F
- Franz Karl (Mineraloge) (1918–1972), deutscher Mineraloge, Professor für Mineralogie und Petrografie, Namensgeber des Minerals Karlit
- Franz Karl (Politiker), österreichischer Politiker (ÖVP)
- Franz Xaver Karl (* 1961), deutscher Journalist und Schriftsteller
- Fritz Karl (Maler) (1886–1965), deutscher Maler, Grafiker und Kunstpädagoge
- Fritz Karl (* 1967), österreichischer Schauspieler

### G
- Georg Karl (Politiker, 1882) (1882–1964), deutscher Politiker (KPD), MdL Bayern
- Georg Karl (Politiker, 1936) (1936–2019), deutscher Politiker (CSU), Landrat von Deggendorf
- George Karl (* 1951), US-amerikanischer Basketballtrainer
- Gerd Karl (1948–2024), deutscher Eishockeyspieler
- Gunther Karl (* 1948), deutscher Richter
- Günther Karl (* 1949), deutscher Ruderer

### H
- Hans Karl (Politiker, 1890) (1890–1973), deutscher Politiker (CSU)
- Hans Karl (Politiker, 1922) (1922–1996), deutscher Politiker (SPD), MdL Hessen
- Hans Karl (Schachspieler) (* 1935), Schweizer Schachspieler
- Hans Karl (Politiker, 1936) (* 1936), österreichischer Politiker (ÖVP), Salzburger Landtagsabgeordneter
- Heinrich Karl (Forstmann) (1796–1885), deutscher Förster und forstwissenschaftlicher Fachautor
- Heinrich Karl (Geistlicher) (1849–1904), deutscher katholischer Geistlicher und Heimatforscher
- Heinrich Ernst Karl (1781–1854), österreichischer Medailleur
- Helmut Karl (* 1955), deutscher Wirtschaftswissenschaftler
- Herwig Karl (* 1972), österreichischer Fußballspieler
- Hubert Karl (1907–1991), deutscher Bauingenieur und SS-Funktionär

### J
- Jenny Karl (* 1978), deutsche Judoka
- Johann Karl (Maler) (1768–1837), deutscher Kunstmaler und Radierer
- Johann Karl (Geowissenschaftler) (1923–2012), deutscher Geowissenschaftler und Pionier der Wildbachkunde und des naturnahen Wasserbaus
- Johann Josef Karl (1919–nach 1999), deutscher Internist und Hochschullehrer
- Johanna Karl-Lory (1902–1997), deutsche Schauspielerin
- Johannes Karl (1916–1987), deutscher Orgelbauer
- Josef Karl (1922–1989), österreichischer Politiker (SPÖ)
- Judith Karl (* vor 1960), US-amerikanische UN-Beamtin, seit 2014 Leiterin des UNCDF

### K
- Katharina Maria Karl (* 1976), deutsche römisch-katholische Theologin
- Klaus Karl (Komponist) (* 1940), österreichischer Komponist, Tobi-Reiser-Preisträger 2010
- Klaus Karl-Kraus (* 1951), deutscher Kabarettist

### L
- Lennart Karl (* 2008), deutscher Fußballspieler
- Lisa Karl (* 1997), deutsche Fußballspielerin
- Ludwig Karl (* 1957), österreichischer Balletttänzer

### M
- Marilee Karl (* 1941), Feministin
- Markus Karl (* 1986), deutscher Fußballspieler
- Martin Karl (1911–1942), deutscher Ruderer
- Maurice Karl (1978–2000), deutscher Schauspieler
- Michaela Karl (* 1971), deutsche Politikwissenschaftlerin und Schriftstellerin

### N
- Notburga Karl (* 1973), deutsche Künstlerin

### O
- Otto Karl (1902–1973), österreichischer Politiker (FPÖ)

### P
- Patrick Karl (* 1996), deutscher Hindernisläufer
- Philipp Karl (1884–1958), deutscher Politiker (CSU)
- Philippe Karl (* 1947), französischer Reitlehrer und ehemaliges Mitglied des Cadre Noir in Saumur

### R
- Raimund Karl (* 1969), österreichischer Archäologe, Keltologe und Historiker
- Reinhard Karl (1946–1982), deutscher Alpinist, Fotograf und Schriftsteller
- Roger Karl (gebürtig Roger Trouvé; 1882–1984), französischer Schauspieler
- Rudolf Karl (1903–1964), deutscher Psychiater

### S
- Steffen Karl (* 1970), deutscher Fußballspieler

### V
- Valerian Karl (* 1988), österreichischer Schauspieler und Grip

### W
- Wenzel Karl (1802–1870), römisch-katholischer Priester
- Wilfried Karl (* 1965), deutscher Diplom-Ingenieur, Behördenleiter und BND-Mitarbeiter
- Wilhelm Karl (1864–1938), deutscher evangelischer Pfarrer und Politiker (DNVP), MdL Baden

### X
- Xaver Karl (1892–1980), deutscher Widerstandskämpfer und Politiker